# Heligsjön (Dorotea socken, Lappland)
Heligsjön är en sjö i Dorotea kommun i Lappland och ingår i Ångermanälvens huvudavrinningsområde. Sjön har en area på 0,251 kvadratkilometer och ligger 706,6 meter över havet. Heligsjön ligger i Gitsfjället Natura 2000-område. Sjön avvattnas av vattendraget Risbäcken.

## Delavrinningsområde
Heligsjön ingår i det delavrinningsområde (719298-148221) som SMHI kallar för Utloppet av Heligsjön. Medelhöjden är 812 meter över havet och ytan är 5,32 kvadratkilometer. Det finns inga avrinningsområden uppströms utan avrinningsområdet är högsta punkten. Risbäcken som avvattnar avrinningsområdet har biflödesordning 4, vilket innebär att vattnet flödar genom totalt 4 vattendrag innan det når havet efter 298 kilometer. Avrinningsområdet består mestadels av skog (54 procent) och kalfjäll (41 procent). Avrinningsområdet har 0,25 kvadratkilometer vattenytor vilket ger det en sjöprocent på 4,7 procent.